# Diversidad sexual en Sierra Leona
Las personas LGBTI en Sierra Leona se enfrentan a ciertos desafíos legales y sociales no experimentados por otros residentes. La homosexualidad es ilegal en el caso de los hombres pero no de las mujeres. En términos generales, sin embargo, las autoridades y los líderes sociales no la aceptan como algo normal y no se apoya el reconocimiento de sus derechos.

## Situación legal
El Código Penal de 1861 (aún vigente y heredado de la época de la colonización británica) prescribe que tanto "la sodomia como la bestialidad" son pasibles de ser sancionados con penas de prisión que van desde los 11 años hasta la prisión perpetua. 
Curiosamente, la homosexualidad femenina no es considerada un delito.

## Episodios de homofobia: asesinato de FannyAnn Eddy
En septiembre de 2004, la fundadora de la Asociación de Gays y Lesbianas de Sierra Leona, FannyAnn Eddy, fue brutalmente asesinada en la sede de la organización. Según informes, Eddy fue violada en varias ocasiones y finalmente apuñalada. El esclarecimiento de su caso es impulsado internacionalmente por organizaciones como Human Rights Watch y la Comisión Internacional para los Derechos Humanos de Gays y Lesbianas.